# 1800 год
1800 (ты́сяча восьмисо́тый) год  по григорианскому календарю — невисокосный год, начинающийся в среду. Это 1800 год нашей эры, 10‑й год 10‑го десятилетия XVIII века 2‑го тысячелетия, 1‑й год 1800‑х годов. Он закончился 225 лет назад.
| Пн | Вт | Ср | Чт | Пт | Сб | Вс |
|    |    | 1  | 2  | 3  | 4  | 5  |
| 6  | 7  | 8  | 9  | 10 | 11 | 12 |
| 13 | 14 | 15 | 16 | 17 | 18 | 19 |
| 20 | 21 | 22 | 23 | 24 | 25 | 26 |
| 27 | 28 | 29 | 30 | 31 |    |    |

| Пн | Вт | Ср | Чт | Пт | Сб | Вс |
|    |    |    |    |    | 1  | 2  |
| 3  | 4  | 5  | 6  | 7  | 8  | 9  |
| 10 | 11 | 12 | 13 | 14 | 15 | 16 |
| 17 | 18 | 19 | 20 | 21 | 22 | 23 |
| 24 | 25 | 26 | 27 | 28 |    |    |

| Пн | Вт | Ср | Чт | Пт | Сб | Вс |
|    |    |    |    |    | 1  | 2  |
| 3  | 4  | 5  | 6  | 7  | 8  | 9  |
| 10 | 11 | 12 | 13 | 14 | 15 | 16 |
| 17 | 18 | 19 | 20 | 21 | 22 | 23 |
| 24 | 25 | 26 | 27 | 28 | 29 | 30 |
| 31 |    |    |    |    |    |    |

| Пн | Вт | Ср | Чт | Пт | Сб | Вс |
|    | 1  | 2  | 3  | 4  | 5  | 6  |
| 7  | 8  | 9  | 10 | 11 | 12 | 13 |
| 14 | 15 | 16 | 17 | 18 | 19 | 20 |
| 21 | 22 | 23 | 24 | 25 | 26 | 27 |
| 28 | 29 | 30 |    |    |    |    |

| Пн | Вт | Ср | Чт | Пт | Сб | Вс |
|    |    |    | 1  | 2  | 3  | 4  |
| 5  | 6  | 7  | 8  | 9  | 10 | 11 |
| 12 | 13 | 14 | 15 | 16 | 17 | 18 |
| 19 | 20 | 21 | 22 | 23 | 24 | 25 |
| 26 | 27 | 28 | 29 | 30 | 31 |    |

| Пн | Вт | Ср | Чт | Пт | Сб | Вс |
|    |    |    |    |    |    | 1  |
| 2  | 3  | 4  | 5  | 6  | 7  | 8  |
| 9  | 10 | 11 | 12 | 13 | 14 | 15 |
| 16 | 17 | 18 | 19 | 20 | 21 | 22 |
| 23 | 24 | 25 | 26 | 27 | 28 | 29 |
| 30 |    |    |    |    |    |    |

| Пн | Вт | Ср | Чт | Пт | Сб | Вс |
|    | 1  | 2  | 3  | 4  | 5  | 6  |
| 7  | 8  | 9  | 10 | 11 | 12 | 13 |
| 14 | 15 | 16 | 17 | 18 | 19 | 20 |
| 21 | 22 | 23 | 24 | 25 | 26 | 27 |
| 28 | 29 | 30 | 31 |    |    |    |

| Пн | Вт | Ср | Чт | Пт | Сб | Вс |
|    |    |    |    | 1  | 2  | 3  |
| 4  | 5  | 6  | 7  | 8  | 9  | 10 |
| 11 | 12 | 13 | 14 | 15 | 16 | 17 |
| 18 | 19 | 20 | 21 | 22 | 23 | 24 |
| 25 | 26 | 27 | 28 | 29 | 30 | 31 |

| Пн | Вт | Ср | Чт | Пт | Сб | Вс |
| 1  | 2  | 3  | 4  | 5  | 6  | 7  |
| 8  | 9  | 10 | 11 | 12 | 13 | 14 |
| 15 | 16 | 17 | 18 | 19 | 20 | 21 |
| 22 | 23 | 24 | 25 | 26 | 27 | 28 |
| 29 | 30 |    |    |    |    |    |

| Пн | Вт | Ср | Чт | Пт | Сб | Вс |
|    |    | 1  | 2  | 3  | 4  | 5  |
| 6  | 7  | 8  | 9  | 10 | 11 | 12 |
| 13 | 14 | 15 | 16 | 17 | 18 | 19 |
| 20 | 21 | 22 | 23 | 24 | 25 | 26 |
| 27 | 28 | 29 | 30 | 31 |    |    |

| Пн | Вт | Ср | Чт | Пт | Сб | Вс |
|    |    |    |    |    | 1  | 2  |
| 3  | 4  | 5  | 6  | 7  | 8  | 9  |
| 10 | 11 | 12 | 13 | 14 | 15 | 16 |
| 17 | 18 | 19 | 20 | 21 | 22 | 23 |
| 24 | 25 | 26 | 27 | 28 | 29 | 30 |

| Пн | Вт | Ср | Чт | Пт | Сб | Вс |
| 1  | 2  | 3  | 4  | 5  | 6  | 7  |
| 8  | 9  | 10 | 11 | 12 | 13 | 14 |
| 15 | 16 | 17 | 18 | 19 | 20 | 21 |
| 22 | 23 | 24 | 25 | 26 | 27 | 28 |
| 29 | 30 | 31 |    |    |    |    |

## События
- Население Земли — 1 миллиард человек.
- Невисокосный год. С 1 марта разница между юлианским календарём («по старому стилю») и григорианским календарём («по новому стилю») равна 12 дням.

### Январь
- 7 января — распущена Исполнительная Директория Гельветической республики. Вместо неё была создана Исполнительная комиссия[1].
- 17 января (27 нивоза VIII года) — в Париже приостановлен выпуск всех политических газет, за исключением 13 газет, разрешённых правительством[1].
- 18 января (или 13 февраля, 24 плювиоза VIII года) — Банк Франции создан Наполеоном Бонапартом[1].
- 24 января — в Эль-Арише заключён договор между командующим французскими войсками в Египте генералом Жаном-Батистом Клебером и великим везиром Османской империи[2].

### Февраль
- 1 февраля — Бой USS Constellation с La Vengeance
- 17 февраля (28 плювиоза VIII года) — административная реформа во Франции и учреждение префектур[1].
- 18 февраля (29 плювиоза VIII года) — взят в плен и расстрелян вождь вандейцев Фротте, после чего Вандейский мятеж пошёл на убыль[1].

### Март
- 14 марта — Конклав избрал Папой Римским (1800—1823) Пия VII (1742—1823).
- 20 марта — командующий французскими войсками в Египте генерал Жан-Батист Клебер разгромил пришедшую из Сирии турецкую армию при Гелиополе[3].

### Апрель
- 2 апреля — между Россией и Турцией заключена Константинопольская конвенция о статусе Ионических островов и албано-греческого побережья, освобождённых русским флотом. Создавалась «Республика Семи Островов», побережье передавалось Турции[4].
- 2 апреля — на Ионических островах провозглашена «Республика Семи Островов»[2].
- 23 апреля — Дата основания Библиотеки Конгресса США президентом Джоном Адамсом, выделившим 5 тысяч долларов на закупку книг[5].

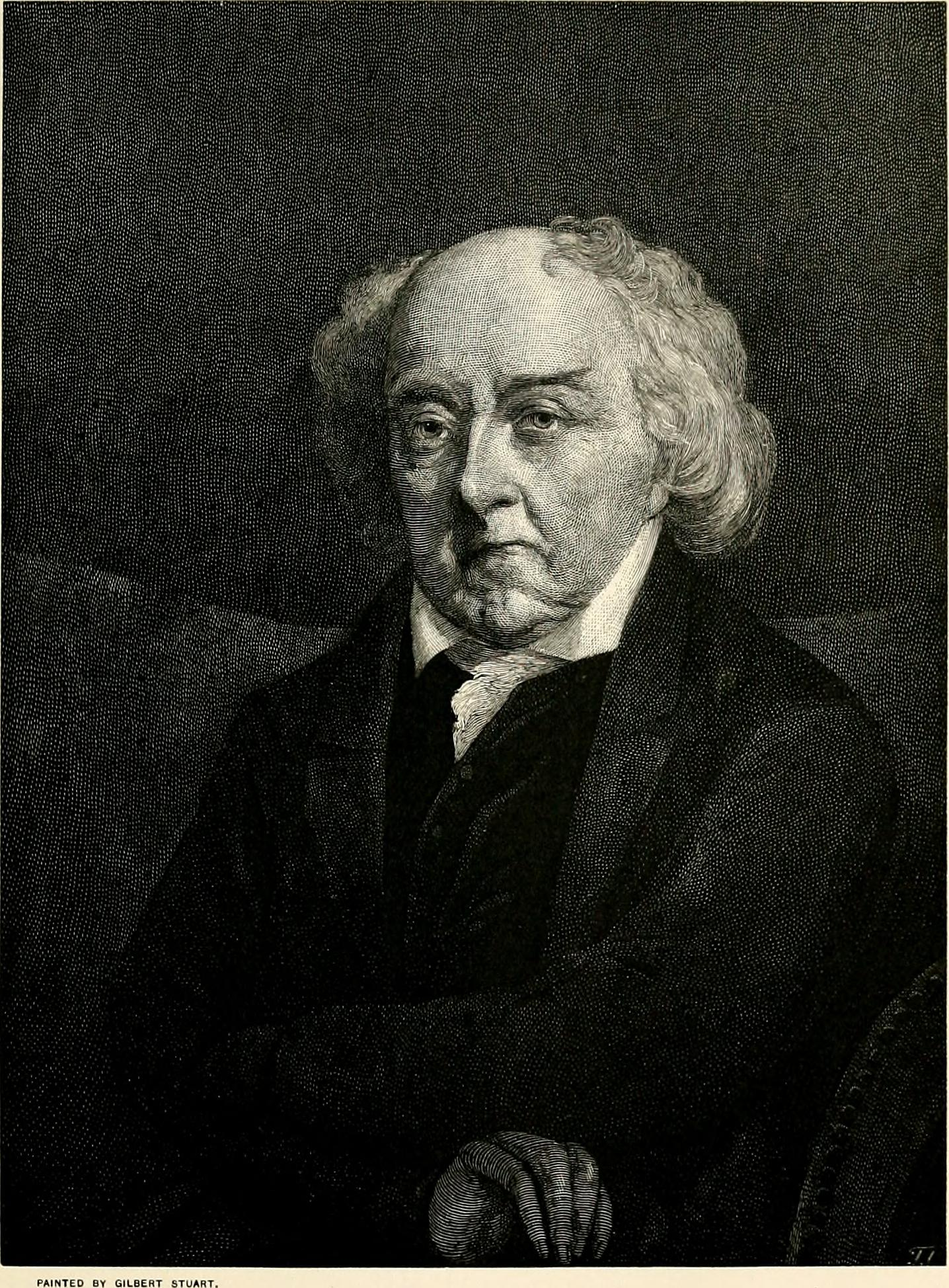
Джон Адамс

- 24 апреля — в США принят закон о переезде правительства и конгресса в новую столицу — город Вашингтон[5].

### Май
- 3 мая — французские войска генерала Лекурба разбили австрийские войска у Штоккаха. В этот же день французские войска генерала Жана Моро разбил австрийцев у Энгена[5].
- 8 мая — Наполеон Бонапарт выехал из Парижа к армии в Италии[6].
- 10 мая — в США принят земельный закон, по которому установлена цена в 2 доллара за 320 акров, продлён срок кредита и уменьшены размеры продаваемых участков на Западе[5].
- 21 мая — армия Наполеона Бонапарта перешла перевал Сен-Бернар в Альпах и вступила на земли Италии[7].
- 28 мая — в Индии британскими властями принято решение взять под управление набобство Карнатик[англ.][8].

### Июнь
- 4 июня — армия Наполеона Бонапарта вступила в Милан[9].
- 14 июня
  - В битве при Маренго Наполеон Бонапарт одерживает решающую победу над австрийцами[9].
  - Установлена вассальная зависимость Неаполитанского королевства от Франции[1].
  - В Каире командующий французскими войсками генерал Клебер заколот арабским патриотом. Командование принял дивизионный генерал Жак Франсуа Мену де Бюсси[2].
- 17 июня — в Италии восстановлена Цизальпинская республика[1].

### Июль
- 2 июля — принят парламентский акт об унии Великобритании и Ирландии[10].
- 5 июля — французский генерал Жан Виктор Моро и австрийский генерал Край заключили перемирие в Парсдорфе[1].
- 15 июля — скончался набоб Карнатика[англ.] Омдат эль Омр. К власти пришёл его старший сын Али Хусейн, отвергший британское предложение о протекторате. В ответ он был объявлен «частным лицом, враждебным британским интересам» и была поставлена под сомнение его законнорождённость[8].
- 21 июля — в Париж для переговоров о мире прибыл представитель Австрийской империи генерал-лейтенант граф Сен-Жюльен, который начал переговоры с министром внешних сношений Шарлем Морисом Талейраном[11].
- 25 июля — в Кабуле правитель Афганистана Заман-Шах свергнут своим братом Махмуд-Шахом[1].
- 28 июля — в Париже представитель Австрии генерал-лейтенант граф Сен-Жюльен подписал прелиминарные условия мира, после чего был отозван в Вену и арестован. Подписанная им договорённость была дезавуирована[11].

### Август
- 1 августа — армия Туссен-Лувертюра занимает испанскую часть острова Гаити[12].
- 5 августа — реформа государственной власти Гельветической республики. Верховный совет и Сенат распущены и заменены Законодательным корпусом, Исполнительная комиссия заменена Исполнительным советом[1].

### Сентябрь
- 5 сентября — Англичане заняли столицу Мальты Валлетту своими войсками и подняли там британский флаг. Военным губернатором острова стал англичанин Александр Болл[2].
- 30 сентября — США и Франция заключили договор о дружбе и союзе в Монфонтене (Париж)[5].

### Октябрь
- 1 октября — Франция и Испания заключили договор в Сан-Ильдефонсо, по которому Луизиана должна была быть возвращена Франции[1].
- 8 октября
  - Глава коллегии иностранных дел Российской империи Фёдор Ростопчин сообщил Наполеону Бонапарту условия восстановление дружественных отношений между странами: передача Мальты ордену святого Иоанна Иерусалимского, возвращение владений королю Сардинии и пр.[13].
  - Павлом I было принято руководство о форме вахтпарадов.
- 10 октября — в Париже полиция арестовала четырёх человек (Черакки, Арена, Демервиль и Топино-Лебрен), намеревавшихся заколоть кинжалами первого консула Наполеона Бонапарта. Во Франции начинаются аресты якобинцев[14].
- 12 октября — в Индии Великобритания заключает договор с низамом Хайдарабада, фактически устанавливающий британский контроль над государством. Англии переданы бывшие владения Типу-Сагиба, ранее захваченные низамом[15].
- 14 октября — император Павел I одобрил записку главы коллегии иностранных дел Российской империи Фёдора Ростопчина о союзе с Францией. Вскоре вице-канцлер Никита Панин отправлен в отставку и сослан в Московскую губернию[16].
- 20 октября (1 вандемьера) — во Франции принято постановление, разрешившее возвращение в страну отдельным категориям эмигрантов[17].

### Ноябрь
- 1 ноября — президент США Джон Адамс получает новую резиденцию, позже названную Белым Домом.
- 5 ноября — в Париж для переговоров о восстановлении католицизма во Франции прибыли посланцы Папы Римского архиепископ Каринтийский Спина и теолог Ватикана Казелли[18].
- 7 ноября — восьмитысячный русский отряд в битве на реке Иори отразил вторжение 15-тысячного аварско-лезгинского войска Умма-хана IV в Грузию.
- 18 ноября — французская полиция арестовала якобинца Шевалье, готовившего взрывное устройство для покушения на первого консула Наполеона Бонапарта[14].

### Декабрь
- 3 декабря — в сражении при Гогенлиндене близ Мюнхена французская армия генерала Жана Виктора Моро разбила армию Австрии под командованием эрцгерцога Иоанна[1][19].
- 18 декабря — Создание Лиги нейтральных стран Россией, Пруссией и скандинавскими государствами.
- 21 декабря — министр внешних сношений Франции Шарлем Морисом Талейраном сообщил главе коллегии иностранных дел Российской империи Фёдору Ростопчину о согласии на предложенные Россией условия переговоров между странами[16].
- 25 декабря (3 нивоза)
  - Взрыв на улице Сен-Никез в Париже. Первый консул Франции Наполеон Бонапарт чудом остался жив[20].
  - Франция и Австрия заключили перемирие в Штейере. Австрия передала Франции крепости в Баварии и Тироле[1].
- Полная отмена прикрепления крестьян к земле в Дании.
- Татарский просветитель Габделгазиз Бурнашев открывает в Казани первую татарскую типографию.
- Вильгельм Гершель открывает инфракрасное излучение
- Правительство Китая пообещало амнистию восставшим. Прекращение восстания в Хэнани, Шаньси, Сычуани, Ганьсу. Отдельные отряды продолжают действовать в Хубэе и Шэньси.
- 1800—1809 — Восстание «морских пиратов» на юго-востоке Китая.
- Современный город Светлогорск (Гомельская область, Беларусь) отмечен в письменном источнике как д. Шатилки.

## Культура
- 16 января — премьера оперы Les Deux Journées, ou Le Porteur d’eau Луиджи Керубини в Théâtre Feydeau в Париже.
- 2 апреля — 1-я симфония Бетховена исполняется впервые в Вене.
- 2 июня — премьера оперы Farmacusa Антонио Сальери в театре Karntnertor в Вене
- 16 октября — премьера оперы Tamerlan Иоганна Фридриха Райхардта в придворной опере Берлина

## Родились
См. также: Категория:Родившиеся в 1800 году
- 1 января — Константин Геринг[англ.] (ум. 1880), считающийся основателем гомеопатии в Америке.
- 1 января — Вацлав Эмануэль Хорак, чешский композитор.
- 7 января — Миллард Филлмор (ум. 1874), 13-й президент Соединённых Штатов Америки.
- 14 января — Людвиг фон Кохель (ум. 1877), австрийский музыковед.
- 21 января — Теодор Флиднер (ум. 1864), немецкий священник.
- 26 января — Иоганн Герхард Онкен (ум. 1884), основатель немецкой общины баптистов.
- 28 января — Фридрих Август Штулер (ум. 1865), прусский архитектор.
- 7 февраля — Теодор фон Цвель (ум. 1875), немецкий государственный министр.
- 11 февраля — Уильям Фокс Тальбот (ум. 1877), английский пионер фотографии.
- 12 февраля — Джон Эдвард Грей (ум. 1875), британский зоолог.
- 2 марта — Евгений Абрамович Баратынский (ум. 1844), русский поэт.
- 10 марта — Виктор Эйм Хабер (ум. 1869), немецкий социальный реформатор, туристический писатель и историк литературы.
- 16 марта — Нинко (ум. 1846), 120-й император Японии.
- 31 марта — Осип Сенковский («Барон Брамбеус»), писатель, ориенталист, редактор.
- 15 апреля — Джеймс Клэйрк Росс (ум. 1862), английский первооткрыватель и мореплаватель.
- 16 апреля — Якоб Гейне (ум. 1879), медик и первооткрыватель спинального полиомиелита.
- 9 мая — Джон Браун (ум. 1859), американский радикальный сторонник отмены рабства.
- 14 мая — Карл Раппо, австрийский артист цирка, силовой жонглёр.
- 17 мая — Карл Фридрих Цольнер (ум. 1860), немецкий композитор.
- 17 мая — Эрнст фон Бандель (ум. 1876), художник и скульптор.
- 30 мая — Карл Вильгельм Фойербах (ум. 1834), преподаватель математики и математик.
- 17 июня — Ивар Фредрик Бредаль (ум. 1864), датский композитор.
- 23 июня — Шарлотта Бирх-Пфайффер (ум. 1868), немецкая актриса и писательница.
- 19 июля — Хуан Жозе Флорес (ум. 1864), эквадорский президент.
- 22 июля — Якоб Лорбер (ум. 1864), австрийский писатель и музыкант.
- 24 июля — Фридрих Георг Вик (ум. 1860), немецкий технологический писатель и промышленник.
- 25 июля — Генрих Гопперт (ум. 1884), немецкий ботаник, палеонтолог и профессор.
- 31 июля — Фридрих Волер, немецкий химик.
- 20 августа — Бернхард Гейне (ум. 1846), медик.
- 28 августа — Дитрих Вильгельм Ландферманн (ум. 1882), педагог, демократ и директор школы в Дуйсбурге.
- 12 сентября — Фридрих фон Уехтриц (ум. 1875), немецкий поэт, историк и специалист по генеалогии.
- 15 сентября — Пауль Фридрих (ум. 1842), великий герцог Шверина и Мекленбурга.
- 26 октября — Гельмут Карл Бернхард (ум. 1891), Граф фон Мольтке Старший, прусский генерал-фельдмаршал.
- 6 ноября — Эдуард Грель (ум. 1886), немецкий композитор и органист.
- 23 ноября — Михаил Петрович Погодин (ум. 1875), русский историк и писатель.
- 28 декабря — Василий Семёнович Садовников (ум. 1879), русский художник.
- 29 декабря — Чарльз Гудиер (ум. 1860), американский химик.

## Скончались
См. также: Категория:Умершие в 1800 году

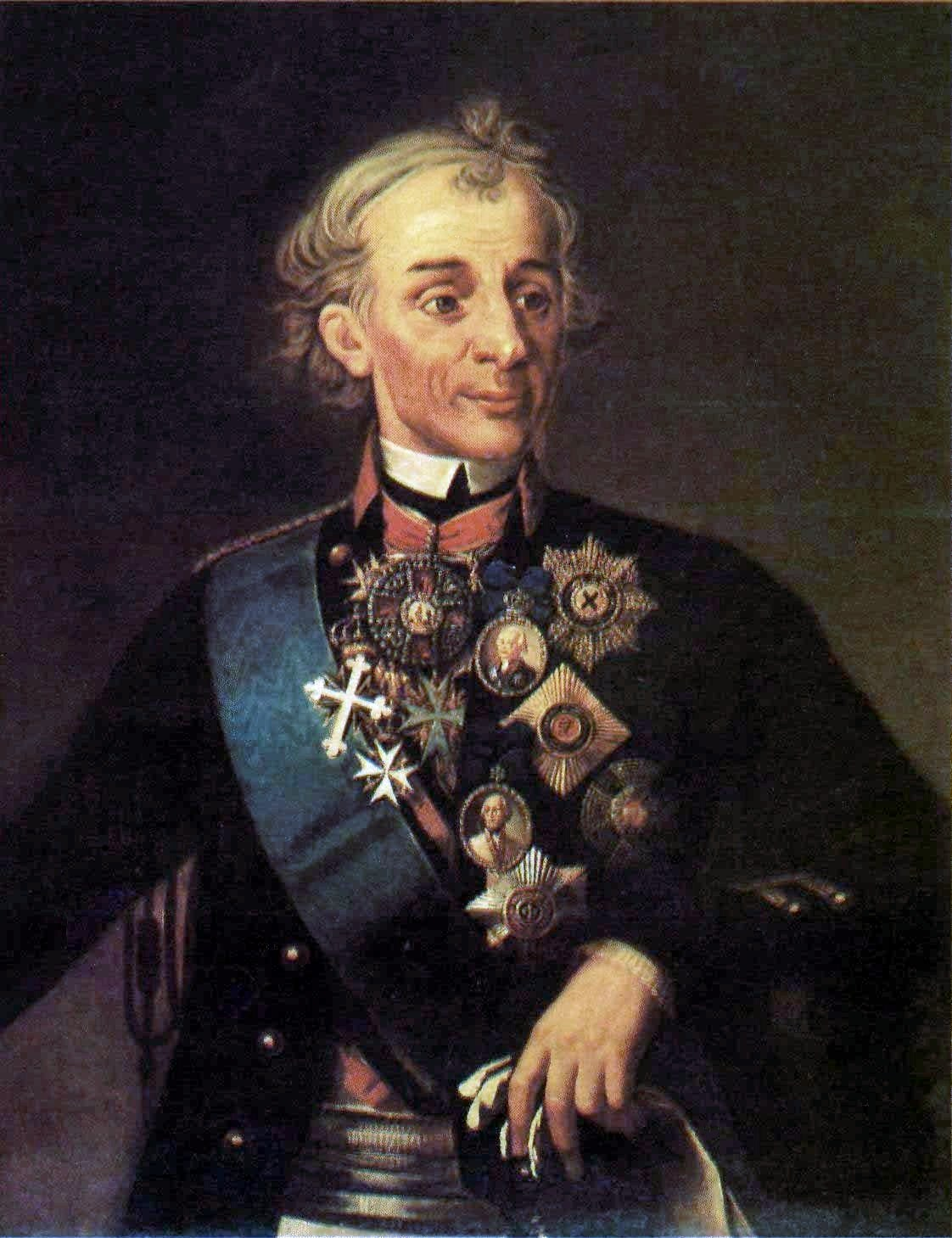
Суворов

- 25 апреля — Уильям Купер, английский поэт (родился в 1731).
- 28 апреля — Евстигней Ипатович Фомин, русский композитор (родился в 1761).
- 7 мая
  - Никколо Пиччини, итальянский композитор классической музыки (родился в 1728).
  - Жан Батист Мишель Валлен-Деламот, французский архитектор, работавший в 1750-х—1770-х годах в Петербурге (родился в 1729).
- 18 мая — Александр Васильевич Суворов, русский генералиссимус (родился в 1729 или 1730).
- 14 июня — Жан-Батист Клебер, французский генерал (родился в 1753).
- 20 июня — Авраам Готтгельф Кестнер, немецкий математик и автор эпиграмм (родился в 1719).
- 30 июня — Томас Таунсенд (род. 1733) — британский политик, министр.
- 15 июля — Христиан Христианович Безак, российский педагог (родился в 1727).
- 8 сентября — Пьер Гавинье, французский скрипач и композитор (родился в 1728).
- 26 сентября — Салават Юлаев, башкирский борец за свободу и поэт, национальный герой Башкирии (родился в 1754).
- 14 декабря — Осип Михайлович Дерибас, российский адмирал испанского происхождения (родился в 1749).
- Шейдаи, туркменский поэт XVIII века.